# Pangrapta enigmaria
Pangrapta enigmaria là một loài bướm đêm trong họ Erebidae.